# バージニア大学集団レイプ記事捏造事件
バージニア大学集団レイプ記事捏造事件（バージニアだいがくしゅうだんレイプきじねつぞうじけん）は、アメリカの雑誌「ローリング・ストーン」2014年11月19日発売号に連載されたサブリナ・アーデリー記者による「A Rape on Campus」（キャンパスで起きた、あるレイプ）という記事が捏造と判明した事件。
ジャッキー（Jackie）という仮名の被害者が2012年、同大学の友愛団体であるファイ・カッパ・サイのメンバーによって集団レイプされたという証言をもとにした記事だったが、内容に多くの矛盾点があった。外部大学などによる調査の結果、犠牲者の証言は虚偽であると判断され、ローリング・ストーン誌は2015年4月5日に記事を撤回、筆者のアーデリーは同誌で謝罪した。
捏造の発覚後、加害者とされたバージニア大学などがローリング・ストーンとアーデリーを相手取り訴訟を起こしており、2016年11月7日にはローリング・ストーンとアーデリー側が300万ドル（3億3000万円）を支払うことで和解。ファイ・カッパ・サイも訴訟を起こし、2017年6月13日にローリング・ストーンとアーデリー側が165万ドル（1億8000万円）を支払うことで和解した。